# Pius Schmitt
Pius Schmitt (* 1963 in Hamburg) ist ein deutscher Schauspieler.

## Leben
Pius Schmitt besuchte von 1983 bis 1986 die Westfälische Schauspielschule Bochum und spielte von 1993 bis 1995 am Athanortheater München unter der Regie von David Esrig. Von 2000 bis 2003 besuchte er die Internationale Filmschule Köln.

## Filmografie
- 1992: Das eine und das andere Glück, Fernsehfilm, ZDF, Regie: Heide Pils
- 1992: Happy Holiday, Fernsehserie, Episoden-Hauptrolle, ARD, Regie: Erich Neureuther
- 1992: Der Fahnder, Fernsehserie, ARD, Regie: Michael Mackenroth
- 1993: Geheime Verbindung, Fernsehfilm, ZDF, Regie: Uwe Janson
- 1993: Dr. Schwarz und Dr. Martin, zweiteiliger Fernsehfilm, ARD, Regie: Xaver Schwarzenberger
- 1993: Frankenberg, Fernsehserie, Hauptrolle, ARD, Regie: Franz Peter Wirth
- 1993: Verkehrsgericht, Fernsehserie, Folge 37
- 1994: Frankenberg, Fernsehserie, Hauptrolle, ARD, Regie: Franz Peter Wirth
- 1994: Forsthaus Falkenau, Fernsehserie, Episoden-Hauptrolle, ZDF, Regie: Klaus Grabowsky
- 1994: Der Fahnder, Fernsehserie, Episoden-Hauptrolle, ARD, Regie: Hans Werner
- 1994: Die Frau des Anwalts, Mehrteiler, SAT 1, Regie: Franz Peter Wirth
- 1995: Frankenberg, Hauptrolle, ARD, Regie: W. Storch, G. Behrens
- 1995: Wildbach, Fernsehserie, ARD, Regie: Hans Liechti
- 1995: Tatort, Krimireihe, ARD, Regie: Hartmut Griesmayr
- 1996: Das Recht auf meiner Seite, Fernsehfilm, ZDF, Regie: Hartmut Griesmayr
- 1996: Aus heiterem Himmel, Fernsehserie, Episoden-Hauptrolle, ARD, Regie: Cornelius Probst
- 1996: Davids Rache, Fernsehfilm, ZDF, Regie: Hartmut Griesmayr
- 1997: Weißblaue Wintergeschichten, Fernsehserie, ZDF, Regie: Peter Weissflog
- 1997: Dr. Stefan Frank – Der Arzt, dem die Frauen vertrauen, Fernsehserie, RTL, Regie: Peter Weissflog
- 1997: Wie eine Spinne im Netz, Fernsehfilm, ZDF, Regie: Heidi Kranz
- 1997: Himmelsheim, Fernsehserie, SWF, Regie: Rainer Ecke
- 1998: After Hours, Kurzfilm, Kino, Regie: Clay Coleman
- 1999: Für alle Fälle Stefanie, Fernsehserie, SAT 1, Regie: Manfred Mosblech
- 2000: Die Strandclique, Fernsehserie, Episoden-Hauptrolle, ARD, Regie: Wolfgang Münstermann
- 2001: Holgi – Der böseste Junge der Welt, Kino, Regie: Günther Knarr
- 2002: Letters into frame, Hauptrolle, Kino, Regie: Martin Desmytere
- 2003: Flash Interrupt, Kino, Regie: Kassja Naumov
- 2004: Der letzte Flug (Kurzfilm), Kino, Regie: Roger Mönch
- 2005: Inga Lindström, Mittsommerliebe, ZDF, Regie: Oliver Dommenget
- 2007: Inga Lindström: Sommertage am Lilja-See, ZDF, Regie: John Delbridge
- 2010: Mitten im Sommer (Kurzfilm), Kino, Regie: Dennis Wletko
- 2011: Am Ende der Straße (Kurzfilm), Kino, Regie: Ralf van Brauen
- 2012: Doppel-Do, ZDF, Regie: Bettina Braun
- 2012: Warum? (Kurzfilm), Kino, Regie: Lisa Strauß
- 2012: Jäger und Sammler (Kurzfilm), Kino, Regie: Jonas Neitzel
- 2013: Bad Timing (Kurzfilm), Kino, 3D Digital Cinema Laboratory Production, Ort: Schwarzwald, Erklingen, Bad Wildbad
- 2014: Die Zeit mit Euch, Fernsehfilm, ARD, Ort: Hamburg
- 2016: SOKO München, Fernsehserie, ARD, Rolle: Jochen Schwarz, Ort: München
- 2016: Sturm der Liebe, Fernsehserie, ARD, Rolle: Klaus Sperber, Ort: München
- 2017: Alles wird gut, Rolle: Martin (Vater); Kinokurzfilm, Regie: Laura Hilgenberg
- 2017–2018: A non binary girl, Rolle: Dr. Grüner; Webserie, Regie: Phillip Lamb
- 2018: Dahoam is Dahoam, Rolle: Gerd; Fernsehserie, Regie: Andreas Ruhmland, Bayerischer Rundfunk

## Theater
- 1985–1986: Das alte Land, Staatstheater Darmstadt, Rolle: Fetzer, Inszenierung: Jens Pesel
- 1986–1987: Dantons Tod, Rolle: Camille Desmoulins, Inszenierung: F. Bremer
- 1986–1987: Sommer, Theater Paderborn – Westfälische Kammerspiele, Inszenierung: W. Hünnemeyer
- 1986–1987: Minna von Barnhelm, Theater Paderborn – Westfälische Kammerspiele, Rolle: Tellheim, Inszenierung: Friedrich Bremer
- 1987–1988: Der zerbrochne Krug, Stadttheater Würzburg, Rolle: Ruprecht, Inszenierung: Walther Weyers
- 1987–1988: Die Verdunklung, Stadttheater Würzburg, Rolle: Hypollitos, Inszenierung: Dominik Neuner
- 1988–1989: Wie es euch gefällt, Landestheater Flensburg, Rolle: Orlando, Inszenierung: Günther Tabor
- 1988–1989: Die Katze auf dem heißen Blechdach, Landestheater Flensburg, Rolle: Brick Pollit, Inszenierung: Rudolf Schmitz
- 1989–1990: Herr Puntila und sein Knecht Matti, Landesbühne Hannover, Rolle: Matti, Inszenierung: W.Rüdiger
- 1990–1991: El Salvador, Städtische Bühnen Lübeck, Rolle: Pinder, Inszenierung: Dagmar Hermann
- 1991–1992: Der Menschenfeind, Theater Kurfürstendamm Berlin, Komödie Winterhuder Fährhaus/Hamburg, Rolle: Acaste, Inszenierung: Martin Wölffer
- 1993–1995: Der Golem, Athanortheater München, Rolle Famulus /+Assistenz Regie, Inszenierung: David Esrig
- 1996–1997: Sonntag in New York, Komödie im bayr. Hof/München, Rolle: Mike Mitchell/Athanortheater München, Inszenierung: Egon Baumgarten
- 2012: „Kabarettistisches 60. Geburtstag Prof. Grütz“, Text und Präsentation, München
- 2012: Die Dame mit dem Hündchen & Beim Barbier, Lesung Anton Tschechow, Hotel Steigenberger, Hamburg

## Drehbuch und Konzeption (Auswahl)
- 2000–2003: Projekt: Drehbuch Till the masks fall, Company: Media+/Pilots, Barcelona
- 2004: Projekt: Moderationskonzept DRUPA, Company: Beiron Group
- 2003–2005: Projekt: Vorwahl Tirol, 26-teilige Serie, Company: Media+/Pilots, Barcelona
- 2010: Projekt: Life Balance Set Up 2011, Company: Berendsohn AG, Hamburg
- 2011: Projekt: Life Balance Set Up 2011, Company: Berendsohn AG, Bremen, Berlin u. a.

## Auszeichnungen
- 2004: Fritz Murnau Filmpreis (bester Kurzfilm) für Der letzte Flug.